# Honda Road
Honda Road ist ein Ort im Britischen Überseegebiet Turks- und Caicosinseln. Er liegt auf der Insel Providenciales und zählt 4446 Einwohner (Volkszählung 2012).